# Briggs Cunningham

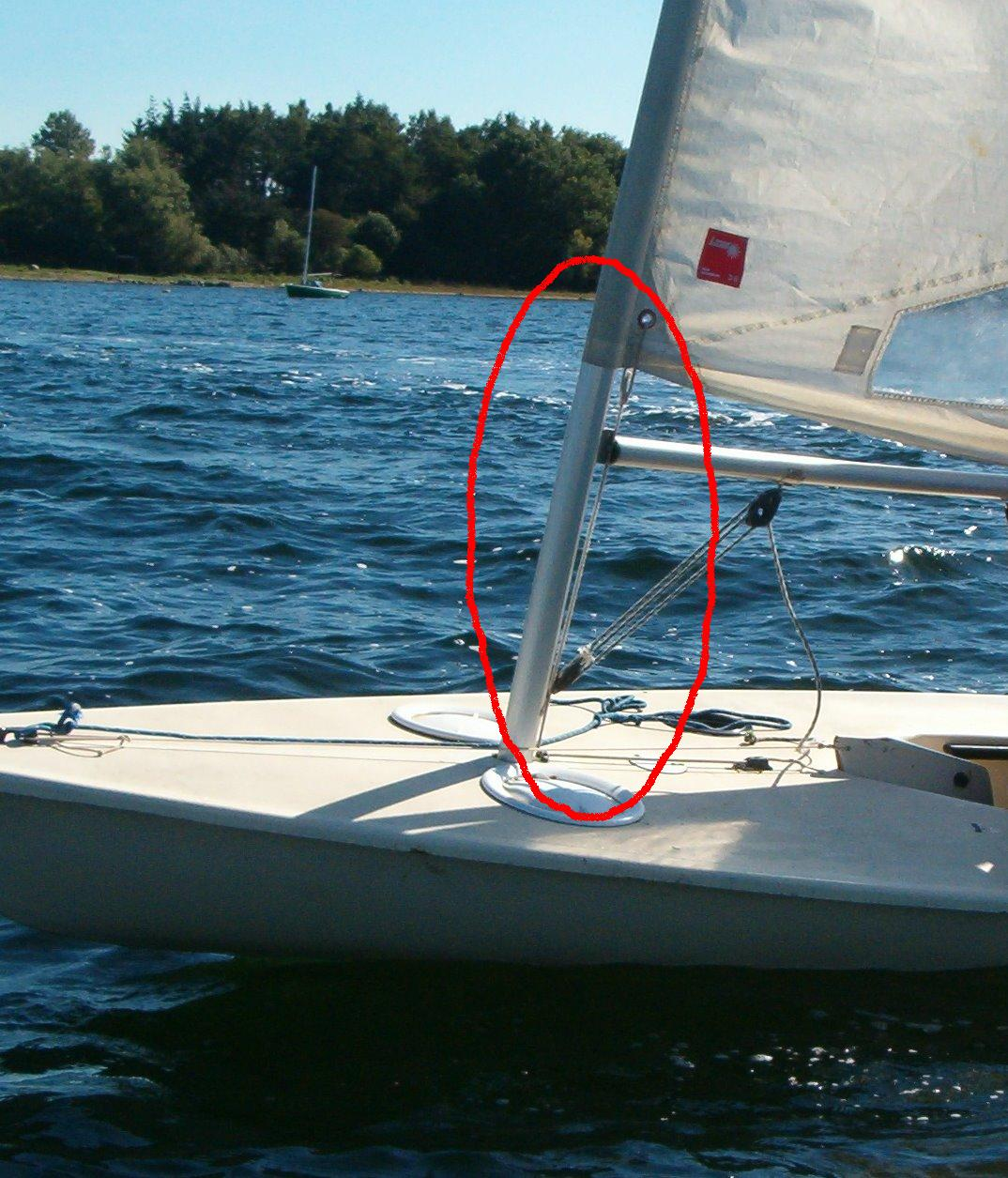
Der Cunninghamstrecker

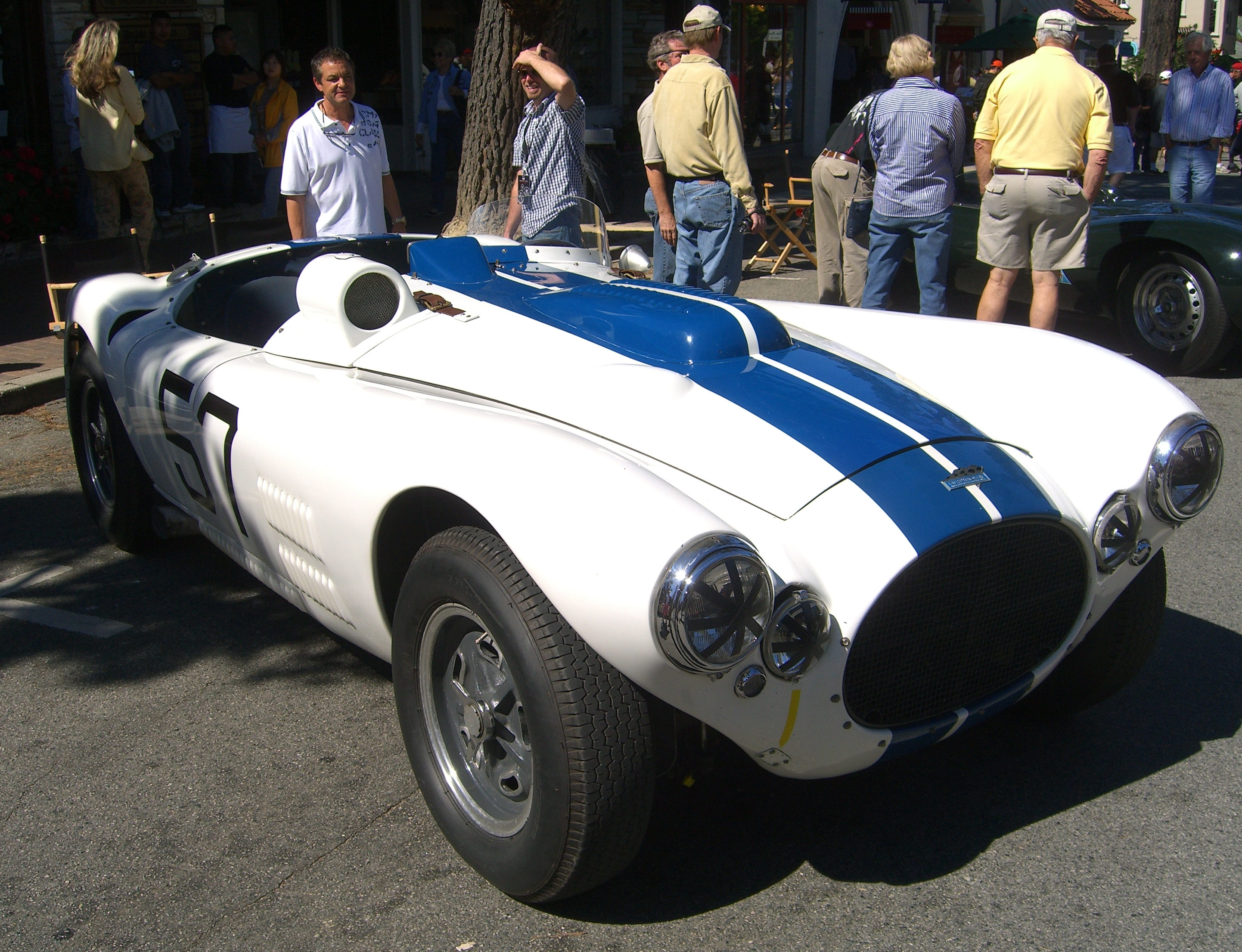
Ein Cunningham C4-R

Briggs Swift Cunningham (* 19. Januar 1907 in Cincinnati, Ohio; † 2. Juli 2003 in Las Vegas) war ein US-amerikanischer  Autorennfahrer, Konstrukteur und Segler. Er war Gründer und Eigentümer des Autobauunternehmens B. S. Cunningham Company.

## Segler, Rennfahrer und Konstrukteur
Briggs Cunningham war schon in jungen Jahren ein großer Sportsmann. 1928 gehörte er zur 100-Meter-Hürden-Mannschaft des US-amerikanischen Leichtathletikverbands und wäre als Ersatzmann fast zu den Olympischen Spielen 1928 nach Amsterdam gekommen. Cunningham war sein ganzes Leben ein passionierter Segler und gehörte auch in dieser Sportart zur Weltklasse. 1958 gewann er mit der Rennyacht Colombia den Americas Cup. Er konstruierte den nach ihm benannten Cunninghamstrecker (Vorliek-Strecker), eine Trimm-Einrichtung für Segel.
Seine größte Leidenschaft galt aber dem Motorsport. Cunningham war Rennfahrer und Konstrukteur. Zu Beginn seiner Karriere 1930 fuhr er gemeinsam mit seinen College-Freunden Miles und Samuel Collier Rennen. Die Collier-Brüder gründeten 1933 den Automobile Racing Club of America, aus dem 1944 der Sports Car Club of America (SCCA) hervorging.
1940 baute Cunningham seine ersten Rennfahrzeuge. Der erste Wagen war eine eigentümliche Konstruktion aus einem Mercedes-Benz-SSK-Fahrgestell, einer Buick-Karosserie und einem Buick-Motor. Der Bumerec war geboren. Es folgten ähnliche Konstruktionen, die aus den unterschiedlichsten Wagen zusammengebaut wurden. Im Zweiten Weltkrieg war er als Freiwilliger bei der Civil Air Patrol tätig, die U-Boote an der US-Ostküste aufspürte. Nach dem Krieg begann er mit dem Bumerec wieder Rennen zu fahren. In Watkins Glen traf er auf Phil Walters und die Collier-Brüder und man beschloss 1950, am 24-Stunden-Rennen von Le Mans teilzunehmen.

## 24-Stunden-Rennen von Le Mans
Zuerst wollte Cunningham zwei 1939er-Ford mit einem Cadillac-Motor ausstatten und damit am Rennen teilnehmen, aber der Veranstalter, der Automobile Club de l’Ouest (ACO), lehnte die Bewerbung ab. Cunningham wandte sich an Luigi Chinetti, den Le-Mans-Sieger von 1932, 1934 und 1949, der beste Beziehungen zu den Offiziellen des ACO hatte. Chinetti schaffte es, zwei Startplätze für die Amerikaner vorzusehen. Cunningham sprach bei Ed Cole vor, dem damaligen Chef von Cadillac, der ihm versprach, mit echten Cadillacs auszuhelfen. Der ACO akzeptierte jetzt die Nennung. Cunningham kam aber nur mit einem Cadillac nach Le Mans, einem Coupé de Ville. Der zweite Wagen war ein futuristischer Eigenbau, der auf dem Fahrgestell des de Ville beruhte, aber eine für damalige Verhältnisse extrem flache Karosserie hatte. Als Cunningham Le Monstre ging dieser Rennwagen in die Motorsportgeschichte ein. Die Collier-Brüder teilten sich das Coupé, das von französischen Journalisten als Clumsy Pup bezeichnet wurde, und erreichten den zehnten Gesamtrang. Einen Platz dahinter kam der Spider, mit Cunningham und Walters am Steuer, ins Ziel.
Ein Jahr später kam Cunningham wieder nach Le Mans, jetzt mit einem echten Cunningham, dem C2-R. In den 1950er-Jahren wurden die Cunninghams zu einer festen Größe in Le Mans. Als Fahrer war Cunningham zehnmal an der Sarthe am Start. Seine besten Platzierungen waren die vierten Plätze 1952 mit Bill Spear im Cunningham C4-R und 1963 als Partner von Roy Salvadori im Jaguar E-Type. Als Konstrukteur feierte er zwei Podiumsplatzierungen in Le Mans. 1953 erreichten Phil Walters und John Fitch im C5-R den dritten Gesamtrang, ein Erfolg, den ein Jahr später William Spear und Sherwood Johnston im C4-R wiederholen konnten.
Dreimal gewann das Cunningham-Team das 12-Stunden-Rennen von Sebring. 1966 verabschiedete sich Briggs Cunningham als Fahrer vom internationalen Rennsport, als er in Sebring zusammen mit John Fitch und Dave Jordan auf einem Porsche 904 GTS an den Start ging.
Am Sebring International Raceway wurde eine Kurve nach dem großen Rennfahrer und Konstrukteur benannt.

## Statistik

### Le-Mans-Ergebnisse
| Jahr | Team                 | Fahrzeug                     | Teamkollege         | Platzierung            | Ausfallgrund    |
| ---- | -------------------- | ---------------------------- | ------------------- | ---------------------- | --------------- |
| 1950 | Briggs Cunningham    | Cunningham Spider Le Monstre | Phil Walters        | Rang 11                |                 |
| 1951 | Briggs Cunningham    | Cunningham C2-R              | George Huntoon      | Ausfall                | Unfall          |
| 1952 | Briggs Cunningham    | Cunningham C4-R              | Bill Spear          | Rang 4 und Klassensieg |                 |
| 1953 | Briggs Cunningham    | Cunningham C4-R              | Bill Spear          | Rang 7                 |                 |
| 1954 | Briggs Cunningham    | Cunningham C4-R              | John Gordon Bennett | Rang 5                 |                 |
| 1955 | Briggs Cunningham    | Cunningham C6-R              | Sherwood Johnston   | Ausfall                | Zylinderschaden |
| 1960 | Briggs S. Cunningham | Chevrolet Corvette           | William Kimberly    | Ausfall                | Unfall          |
| 1961 | Briggs Cunningham    | Maserati Tipo 60             | William Kimberly    | Rang 8                 |                 |
| 1962 | Briggs Cunningham    | Jaguar E-Type FHC            | Roy Salvadori       | Rang 4 und Klassensieg |                 |
| 1963 | Briggs S. Cunningham | Jaguar E-Type Lightweight    | Bob Grossman        | Rang 9                 |                 |

### Sebring-Ergebnisse
| Jahr | Team                            | Fahrzeug            | Teamkollege         | Teamkollege  | Platzierung             | Ausfallgrund     |
| ---- | ------------------------------- | ------------------- | ------------------- | ------------ | ----------------------- | ---------------- |
| 1952 | William Spear                   | Ferrari 340 America | Bill Spear          |              | Ausfall                 | Aufhängung       |
| 1953 | Briggs Cunningham               | OSCA MT4 1350       | Bill Lloyd          |              | Rang 5 und Klassensieg  |                  |
| 1954 | Briggs Cunningham               | Cunningham C4-R     | Sherwood Johnston   |              | Ausfall                 | Motorschaden     |
| 1955 | B. S. Cunningham                | Cunningham C6-R     | John Gordon Bennett |              | Ausfall                 | Getriebeschaden  |
| 1956 | Briggs Cunningham               | Jaguar D-Type       | John Gordon Bennett |              | Rang 12                 |                  |
| 1957 | Briggs Cunningham               | Jaguar D-Type       | Bill Lloyd          |              | Ausfall                 | Ventilschaden    |
| 1958 | Alfred Momo                     | Jaguar D-Type       | Walt Hansgen        |              | Ausfall                 | Zylinderschaden  |
| 1959 | Briggs Cunningham               | Lister              | Lake Underwood      | Russ Boss    | Rang 15                 |                  |
| 1960 | Jaguar Distributors of New York | Chevrolet Corvette  | John Fitch          |              | Ausfall                 | Unfall           |
| 1961 | Momo Corporation                | Maserati Tipo 60    | William Kimberly    |              | Rang 19                 |                  |
| 1962 | Briggs Cunningham               | Jaguar E-Type       | John Fitch          |              | Rang 14 und Klassensieg |                  |
| 1963 | Briggs Cunningham               | Jaguar E-Type       | John Fitch          |              | Ausfall                 | Kupplungsschaden |
| 1964 | Briggs Cunningham               | Porsche 904 GTS     | Lake Underwood      |              | Rang 9 und Klassensieg  |                  |
| 1965 | Briggs Cunningham               | Porsche 904 GTS     | John Fitch          | Bill Bencker | Rang 20                 |                  |
| 1966 | Briggs Cunningham               | Porsche 904 GTS     | John Fitch          | Dave Jordan  | Ausfall                 | Ventilschaden    |

### Einzelergebnisse in der Sportwagen-Weltmeisterschaft
| Saison | Team                                              | Rennwagen                | 1   | 2   | 3   | 4   | 5   | 6   | 7   | 8   | 9   | 10  | 11  | 12  | 13  | 14  | 15  | 16  | 17  | 18  | 19  | 20  | 21  | 22  |
| ------ | ------------------------------------------------- | ------------------------ | --- | --- | --- | --- | --- | --- | --- | --- | --- | --- | --- | --- | --- | --- | --- | --- | --- | --- | --- | --- | --- | --- |
| 1953   | Briggs Cunningham                                 | Osca MT4 Cunningham C4-R | SEB | MIM | LEM | SPA | NÜR | RTT | CAP |     |     |     |     |     |     |     |     |     |     |     |     |     |     |     |
| 1953   | Briggs Cunningham                                 | Osca MT4 Cunningham C4-R | 5   |     | 7   |     |     |     |     |     |     |     |     |     |     |     |     |     |     |     |     |     |     |     |
| 1954   | Briggs Cunningham                                 | Cunningham C4-R          | BUA | SEB | MIM | LEM | RTT | CAP |     |     |     |     |     |     |     |     |     |     |     |     |     |     |     |     |
| 1954   | Briggs Cunningham                                 | Cunningham C4-R          |     | DNF |     | 5   |     |     |     |     |     |     |     |     |     |     |     |     |     |     |     |     |     |     |
| 1955   | Briggs Cunningham                                 | Cunningham C6-R          | BUA | SEB | MIM | LEM | RTT | TAR |     |     |     |     |     |     |     |     |     |     |     |     |     |     |     |     |
| 1955   | Briggs Cunningham                                 | Cunningham C6-R          |     | DNF |     | DNF |     |     |     |     |     |     |     |     |     |     |     |     |     |     |     |     |     |     |
| 1956   | Briggs Cunningham                                 | Jaguar D-Type            | BUA | SEB | MIM | NÜR | KRI |     |     |     |     |     |     |     |     |     |     |     |     |     |     |     |     |     |
| 1956   | Briggs Cunningham                                 | Jaguar D-Type            | 12  |     |     |     |     |     |     |     |     |     |     |     |     |     |     |     |     |     |     |     |     |     |
| 1957   | Briggs Cunningham                                 | Jaguar D-Type            | BUA | SEB | MIM | NÜR | LEM | KRI | CAR |     |     |     |     |     |     |     |     |     |     |     |     |     |     |     |
| 1957   | Briggs Cunningham                                 | Jaguar D-Type            | DNF |     |     |     |     |     |     |     |     |     |     |     |     |     |     |     |     |     |     |     |     |     |
| 1958   | Briggs Cunningham                                 | Jaguar D-Type            | BUA | SEB | TAR | NÜR | LEM | RTT |     |     |     |     |     |     |     |     |     |     |     |     |     |     |     |     |
| 1958   | Briggs Cunningham                                 | Jaguar D-Type            | DNF |     |     |     |     |     |     |     |     |     |     |     |     |     |     |     |     |     |     |     |     |     |
| 1959   | Briggs Cunningham                                 | Lister                   | SEB | TAR | NÜR | LEM | RTT |     |     |     |     |     |     |     |     |     |     |     |     |     |     |     |     |     |
| 1959   | Briggs Cunningham                                 | Lister                   | 15  |     |     |     |     |     |     |     |     |     |     |     |     |     |     |     |     |     |     |     |     |     |
| 1960   | Jaguar Distributors of New York Briggs Cunningham | Chevrolet Corvette       | BUA | SEB | TAR | NÜR | LEM |     |     |     |     |     |     |     |     |     |     |     |     |     |     |     |     |     |
| 1960   | Jaguar Distributors of New York Briggs Cunningham | Chevrolet Corvette       |     | DNF |     |     | DNF |     |     |     |     |     |     |     |     |     |     |     |     |     |     |     |     |     |
| 1961   | Momo Corporation                                  | Maserati Tipo 60         | SEB | TAR | NÜR | LEM | PES |     |     |     |     |     |     |     |     |     |     |     |     |     |     |     |     |     |
| 1961   | Momo Corporation                                  | Maserati Tipo 60         | 19  |     |     | 8   |     |     |     |     |     |     |     |     |     |     |     |     |     |     |     |     |     |     |
| 1962   | Briggs Cunningham                                 | Jaguar E-Type            | DAY | SEB | SEB | MAI | TAR | BER | NÜR | LEM | TAV | CCA | RTT | NÜR | BRI | BRI | PAR |     |     |     |     |     |     |     |
| 1962   | Briggs Cunningham                                 | Jaguar E-Type            |     |     | 14  |     |     |     |     | 4   |     |     |     |     |     |     |     |     |     |     |     |     |     |     |
| 1963   | Briggs Cunningham                                 | Jaguar E-Type            | DAY | SEB | SEB | TAR | SPA | MAI | NÜR | CON | ROS | LEM | MON | WIS | TAV | FRE | CCE | RTT | OVI | NÜR | MON | MON | TDF | BRI |
| 1963   | Briggs Cunningham                                 | Jaguar E-Type            |     |     | DNF |     |     |     |     |     |     | 9   |     |     |     |     |     |     |     |     |     |     |     | 12  |
| 1964   | Briggs Cunningham                                 | Porsche 904              | DAY | SEB | TAR | MON | SPA | CON | NÜR | ROS | LEM | REI | FRE | CCE | RTT | SIM | NÜR | MON | TDF | BRI | BRI | PAR |     |     |
| 1964   | Briggs Cunningham                                 | Porsche 904              | 9   |     |     |     |     |     |     |     |     |     |     |     |     |     |     |     |     |     |     |     |     |     |
| 1965   | Briggs Cunningham                                 | Porsche 904              | DAY | SEB | BOL | MON | MON | RTT | TAR | SPA | NÜR | MUG | ROS | LEM | REI | BOZ | FRE | CCE | OVI | NÜR | BRI | BRI |     |     |
| 1965   | Briggs Cunningham                                 | Porsche 904              | 20  |     |     |     |     |     |     |     |     |     |     |     |     |     |     |     |     |     |     |     |     |     |
| 1966   | Briggs Cunningham                                 | Porsche 904              | DAY | SEB | MON | TAR | SPA | NÜR | LEM | MUG | CCE | HOK | SIM | NÜR | ZEL |     |     |     |     |     |     |     |     |     |
| 1966   | Briggs Cunningham                                 | Porsche 904              | DNF |     |     |     |     |     |     |     |     |     |     |     |     |     |     |     |     |     |     |     |     |     |